# Paradiarsia littoralis
Paradiarsia littoralis är en fjärilsart som beskrevs av Alpheus Spring Packard 1867. Paradiarsia littoralis ingår i släktet Paradiarsia och familjen nattflyn, Noctuidae. Inga underarter finns listade i Catalogue of Life.